# 木下千花
木下 千花（きのした ちか、1971年 - ）は、日本の映画学者。

## 経歴
1971年、東京都に生まれる。
東京大学大学院総合文化研究科（表象文化論）の修士課程を修了した。シカゴ大学大学院映画メディア学科・東アジア言語文明学科の博士課程を修了し、同大学にて博士号を取得した。ウェスタン・オンタリオ大学映画学科の助教授、静岡文化芸術大学文化政策学部の准教授、首都大学東京大学院人文科学研究科の准教授などを務めたのち、京都大学大学院人間・環境学研究科の准教授に就任した。
2016年、著書『溝口健二論 映画の美学と政治学』が法政大学出版局より刊行された。同書で芸術選奨新人賞を受賞した。
夫は東京大学准教授の楡井誠。

## 著書
- 溝口健二論 映画の美学と政治学（2016年、法政大学出版局） ISBN 9784588420177

## 映画
- 明るい場所（1997年） - 脚本